# Metazocin

Strukturformel för metazocin.

Metazocin, summaformel C15H21NO, är ett smärtstillande preparat som tillhör gruppen opioider. Preparatet har en molmassa på 231,333 g/mol.
Substansen är narkotikaklassad och ingår i förteckningen N I i 1961 års allmänna narkotikakonvention, samt i förteckning II i Sverige.